# Roberto Rastapopoulos
Roberto Rastapopoulos is een terugkerend personage in De avonturen van Kuifje. Rastapopoulos is Kuifjes aartsvijand. Hij is een miljardair en directeur van zijn filmbedrijf Cosmos Pictures, met als enige genoemde werk Arabische haat (in de albums De sigaren van de farao en De Blauwe Lotus). Rastapopoulos leeft daarnaast een geheim leven. Hij geeft in de eerste verhalen leiding aan een internationaal misdaadsyndicaat dat handelt in opium. Zijn oorspronkelijke naam – in de Franstalige uitgaven – is eveneens Roberto Rastapopoulos. 

## Geschiedenis in de strip
Rastapopoulos kwam voor het eerst in een Kuifje-verhaal voor op 15 september 1932 in de jeugdbijlage Le Petit Vingtième van de Franstalige, Belgische krant Le Vingtième Siècle, in een aflevering van Tintin en Amerique, maar heeft daar geen tekst, noch wordt zijn naam genoemd. Dat het daadwerkelijk om Rastapopoulos gaat, blijkt uit een opmerking van Kuifje in De sigaren van de farao, die na een ontmoeting met hem opmerkt dat ze elkaar eerder ontmoet hebben. In dit verhaal hebben ze in eerste instantie aan boord van de Epomeo een aanvaring met elkaar. Ze komen elkaar later in de woestijn tegen, waar Kuifje tussen beiden komt als hij veronderstelt dat een vrouw door een man geslagen wordt. Het blijkt echter om filmopnamen te gaan, waarbij Rastapopoulos betrokken is. Nadat het misverstand is opgelost, wordt Kuifje gastvrij onthaald in de tent van Rastapopoulus. Kuifje heeft op dat moment niet door wie Rastapopoulos eigenlijk is. Aan het eind van het voornoemde verhaal valt de onbekende bendeleider na een achtervolging door Kuifje in een ravijn en raakt vermist; aan het eind van het volgende verhaal, De Blauwe Lotus, blijkt dat deze bendeleider Rastapopoulos in vermomming was.
Rastapopoulos wordt door Kuifje in de De Blauwe Lotus ontmaskerd als leider van de internationale opiumbende en gearresteerd. Na zijn vrijlating vaart hij onder de schuilnaam markies Di Gorgonzola met zijn jacht de wereldzeeën af. In Cokes in voorraad blijkt dat hij zich bezig is gaan houden met slavenhandel. Het lijkt erop dat hij in dat verhaal in de Rode Zee verdrinkt, maar in werkelijkheid ontsnapt hij in een duikboot. In Vlucht 714 naar Sydney duikt hij weer op, in de ontvoeringszaak van miljardair Laszlo Carreidas. Hierin geeft hij aan zowel zijn drie broers, als zijn twee zussen en zijn ouders financieel te hebben geruïneerd. Aan het eind van dat verhaal wordt hij – samen met een aantal anderen – door buitenaardse wezens gehypnotiseerd en naar een onbekende bestemming gebracht. 
Uit tekeningen van Hergé voor het nooit voltooide Kuifje en de Alfa-kunst blijkt dat het tot de mogelijkheden behoort dat slechterik Endaddine Akass niemand minder is dan Rastapopoulos, door plastisch chirurgen onder handen genomen. Letterlijk staat er: 'plastische chirurgie kon het gezicht van schurk Rastapopoulos slechts gedeeltelijk verhullen.'

## In verfilmingen
In de tekenfilm Kuifje en het Haaienmeer is Rastapopoulos opnieuw de grote spin in het web van de slechteriken.

## Over Rastapopoulos
In een brief aan een lezer beschrijft Hergé het personage Rastapopoulos als volgt: "Rastapopoulos, voor mij, is min of meer Grieks, met een obscuur Levantijns karakter, zonder een land, dat wil zeggen: zonder trouw of een ethische code. Nog een detail: hij is niet Joods". Paul Jamin, een van Hergés beste vrienden, schrijft op 23 maart 1933 in zijn Mysterie van Kuifje dat Rastapopoulos een "Griekse miljonair" is. Tegenover Numa Sadoul gaf Hergé aan dat een van zijn vrienden de naam had bedacht en in 1968 gaf hij al aan dat Rastapopoulos een Griekse klank had.